# Ruth Buscombe
Ruth Buscombe (21 de dezembro de 1989) é uma engenheira de estratégia britânica graduada com honras de primeira classe pelo Departamento de Engenharia da Universidade de Cambridge, ela começou a trabalhar na Fórmula 1 com a Scuderia Ferrari em sua sede em 2012 como estrategista de corrida. Buscombe mais tarde mudou-se para a Haas em novembro de 2015, para se tornar engenheira de estratégia da equipe. Ela deixou a Haas em junho de 2016 e foi contratada pela Sauber três meses depois, ajudando a equipe a ultrapassar a Manor Racing no Campeonato de Construtores. Buscombe deixou a equipe Stake F1 Team Kick Sauber no início de maio de 2024 para se juntar à programação da F1 TV. Ela também é embaixadora da organização sem fins lucrativos "Dare to be Different".

## Carreira
Imediatamente após se formar, Buscombe entrou para a Fórmula 1 com a equipe da Ferrari em 2012 como engenheira de desenvolvimento de simulação, onde desenvolveu e implementou algoritmos. Ela foi promovida ao papel de estrategista de corrida em março de 2013 e trabalhou na sede da Ferrari em Maranello. Buscombe supervisionou as decisões estratégicas para o piloto Felipe Massa e, posteriormente, para Kimi Räikkönen da garagem remota na fábrica. Ela permaneceu com a Ferrari ao longo de 2015 antes de sair no final da temporada para se juntar à equipe estreante da Haas em novembro como sua engenheira de estratégia. Ela se juntou à campanha Dare to be Different em fevereiro de 2016.
A estratégia de Buscombe permitiu que o piloto Romain Grosjean conseguisse dois resultados consecutivos entre os seis primeiros nas duas primeiras corridas da temporada na Austrália e Barém. Após especulação de um desacordo, ela deixou a Haas em junho de 2016. Após sua compra pela Longbow Finance no mês seguinte, a Sauber contratou vários novos funcionários como parte de uma campanha de recrutamento com Buscombe sendo contratada pela equipe em setembro e começou seu novo trabalho no Grande Prêmio da Malásia. Ela formulou uma estratégia para permitir que Felipe Nasr terminasse em nono no Grande Prêmio do Brasil, que permitiu a Sauber ultrapassar a Manor Racing, que estava na décima posição, no Campeonato de Construtores.
No início de maio de 2024, foi anunciada uma mudança de sua posição como chefe de estratégia de corrida na equipe de Fórmula 1 da Stake F1 Team Kick Sauber para uma função de apresentadora da F1 TV. Sua primeira aparição ocorreu durante a primeira sessão de treinos do Grande Prêmio de Miami de 2024.